# Peanne, Mlîniv
Peanne (în ucraineană П'яннє) este localitatea de reședință a comunei Radeanske din raionul Mlîniv, regiunea Rivne, Ucraina.

## Demografie
Componența lingvistică a localității Peanne
     Ucraineană (99,45%)
     Alte limbi (0,55%)
Conform recensământului din 2001, majoritatea populației localității Peanne era vorbitoare de ucraineană (99,45%), existând în minoritate și vorbitori de alte limbi.